# Horisme testaceata
Horisme testaceata är en fjärilsart som beskrevs av Jacob Hübner 1801-1808. Horisme testaceata ingår i släktet Horisme och familjen mätare. Inga underarter finns listade i Catalogue of Life.